# 森郵便局
森郵便局（もりゆうびんきょく）
- 北海道茅部郡森町にある郵便局。本記事にて記述する。
- 高知県土佐郡土佐町にある郵便局。局番号は64061。
- 長野県千曲市にある郵便局。局番号は11343。
- 三重県松阪市にある郵便局。局番号は22233。
- 大分県玖珠郡玖珠町にある郵便局。局番号は72014。

森郵便局（もりゆうびんきょく）は北海道茅部郡森町にある郵便局。民営化前の分類では集配普通郵便局であった。

## 概要
住所：〒049-2399 北海道茅部郡森町御幸町120
民営化直前の集配業務再編において、多くの集配普通郵便局は統括センターとなったが、当局は配達センターとされたため、民営化後も郵便事業株式会社の支店は併設されず、集配センターが併設された。

## 沿革
- 1872年11月1日（明治5年10月1日） - 森郵便局（五等）として開設[1]。
- 1874年（明治7年）7月 - 森郵便役所となる。
- 1875年（明治8年）1月1日 - 森郵便局（四等）となる。
- 1880年（明治13年） - 貯金取扱を開始。
- 1881年（明治14年） - 為替取扱を開始。
- 1891年（明治24年）8月1日 - 森郵便電信局となる。
- 1903年（明治36年）4月1日 - 通信官署官制の施行に伴い森郵便局となる。
- 1947年（昭和22年）8月16日 - 特定郵便局から普通郵便局に局種別改定[2]。
- 1957年（昭和32年）1月21日 - 電話通話および和文電報受付事務の取扱を開始[3]。
- 2000年（平成12年）8月14日 - 外国通貨の両替および旅行小切手の売買に関する業務取扱を開始。
- 2006年（平成18年）10月10日 - 駒ヶ岳郵便局、石倉郵便局の集配業務の全部と、砂原郵便局の集配業務の一部[4]を移管[5]。
- 2006年（平成18年）12月1日 - 渡島赤井川簡易郵便局の廃止[6]に伴い、取扱事務を承継[5]。
- 2007年（平成19年）10月1日 - 民営化に伴い、併設された郵便事業長万部支店森集配センターに一部業務を移管。
- 2012年（平成24年）10月1日 - 日本郵便株式会社の発足に伴い、郵便事業長万部支店森集配センターを森郵便局に統合。

## 取扱内容
- 郵便、印紙、ゆうパック、内容証明
- 貯金、為替、振替、振込、国債、投資信託
- 生命保険、バイク自賠責保険、自動車保険、がん保険、引受条件緩和型医療保険
- ゆうちょ銀行ATM
- 茅部郡森町内の集配業務

## 周辺
- 森町役場
- 森町消防署

## アクセス
- JR函館本線 森駅から南東へ約600m（徒歩約7分）
- 函館バス 森出張所前停留所下車
- 道央自動車道 落部ICから南東へ約20km
- 駐車場あり：12台